# Colonne des pionniers

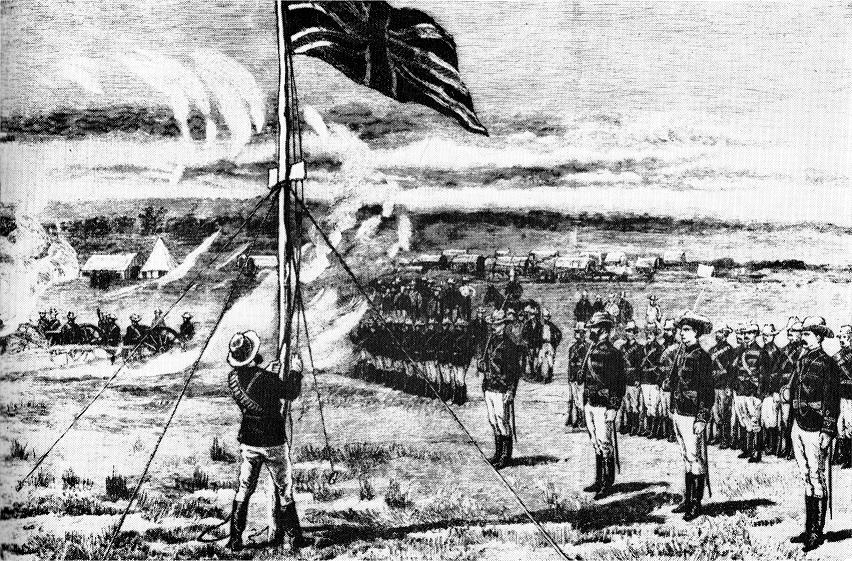
Le lieutenant Edward Tyndale-Biscoe hisse l'Union Jack sur le kopje surmontant Fort Salisbury au matin du 13 9 1890. Le jour de l'arrivée de la colonne, le 12 9, fut, entre 1920 et 1979, un jour de fête nationale.

La colonne des pionniers est une troupe rassemblée en 1890 par Cecil Rhodes pour servir sa British South Africa Company afin d'annexer le territoire du Mashonaland, qui deviendra une partie de la Rhodésie du Sud (actuel Zimbabwe).

## Contexte
À la suite de la conférence de Berlin, dans le contexte de la « ruée sur l'Afrique », Rhodes est soucieux de contrôler et de sécuriser les régions qui deviendront le Matabeleland et le Mashonaland avant que les Allemands, les Portugais ou les Boers le fassent. Sa première action est de convaincre, en 1888, le roi ndébélé Lobengula de signer un traité lui concédant la gestion et l'exploitation minière (mais pas la colonisation en tant que telle) de la zone du Mashonaland. Ce traité est trompeur, toutes les clauses ne sont pas retranscrites, seules celles favorable aux britanniques le sont. Le roi s'en rend compte et envoie des émissaires à Londres au début de 1889 pour tenter de le faire abroger, en vain. Dès lors, les Ndébélé et les Britanniques se trouvent dans une situation de méfiance réciproque et Lobengula perd au passage une partie de son soutien et de son prestige aux yeux de ses compatriotes. Le traité, soi-disant signé au nom de la reine Victoria, est obtenu grâce au truchement de l'associé de Rhodes, Charles Rudd, d'où son nom de concession Rudd. En fait, à l'inverse, c'est l'existence de la concession Rudd qui permet à la British South Africa Company de Rhodes d'obtenir une charte royale lui permettant d'agir, dans une certaine mesure, au nom du gouvernement britannique. 
L'étape suivante, pour Rhodes, consiste à occuper le territoire.

## Constitution de la colonne

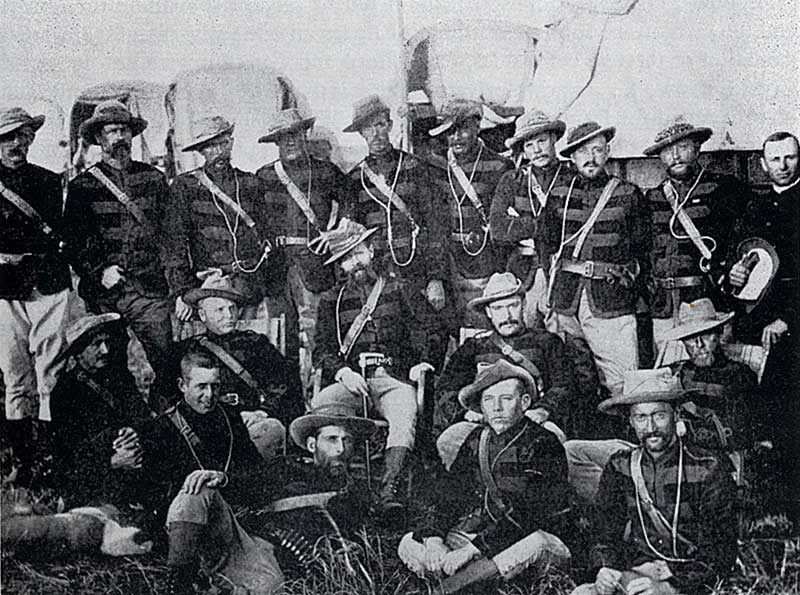
Officiers du corps des pionniers, vers 1890.

Les conseillers militaires de Rhodes estiment qu'il lui faut deux mille cinq-cents hommes et un million de livres pour mener la guerre qui sera inévitable lorsque Lobengula se rendra compte qu'il veut non seulement exploiter les mines mais, en outre, occuper le territoire. Frank Johnson, un aventurier de vingt-trois ans, prétend, lui, pouvoir s'emparer du territoire en neuf mois, avec deux cent-cinquante hommes, pour un coût de 87 500 £. Frederick Selous, un chasseur et explorateur qui connait bien le Mashonaland, accepte de servir de guide. Johnson publie des annonces de recrutement à Kimberley, offrant à chaque volontaire une parcelle de trois mille acres et quinze permis miniers représentant vingt-et-une acres. Sur les conseils de Rhodes, Johnson sélectionne, parmi les milliers de candidats, plutôt des fils de familles riches, pensant que s'ils devaient se trouver en difficulté, il serait plus facile, grâce à la pression de leurs familles, d'obtenir du gouvernement britannique qu'il se porte à leur secours. La colonne se compose finalement de cent quatre-vingts colons civils, de soixante-deux chariots et de deux-cents volontaires, lesquels formeront le noyau de la British South Africa Police. Plus tard, cent dix hommes, seize chariots, deux cent-cinquante têtes de bétail et cent trente chevaux de réserve la rejoignent. Les hommes de troupe sont équipés de fusils Martini-Henry, de révolvers, de canons de campagne de sept livres, de mitrailleuses Maxim ainsi que de projecteurs électriques qui seront utilisés pour intimider les guerriers ndébélé observant la colonne.

## Occupation
Le trajet commence à Macloutsie au Bechuanaland le 28 juin 1890. Le 11 juillet il passe par la rivière Tuli au Matabeleland. La colonne se dirige alors vers le nord-est puis vers le nord sur 650 km, prévoyant d'achever son périple dans un endroit reconnu par Frederik Selous quelques années auparavant, qu'il a appelé mont Hampden. Cependant, elle s'arrête finalement quinze kilomètres avant, dans une prairie plate et marécageuse bordée par une abrupte colline rocheuse (appelée aujourd'hui le kopje d'Harare), le 12 septembre 1890. Le 12 septembre devient par la suite un jour férié en Rhodésie. Le drapeau britannique est hissé le lendemain.
Des villes sont fondées en chemin. Le camp de base de Selous verra se développer la ville de Tuli. Au bas d'une route en pente douce qui part du lowveld, en un endroit appelé Providential Pass, est fondée Fort Victoria. Fort Charter est installé sur un plateau à mi-chemin du trajet. À l'endroit où la colonne s'arrête la ville est nommée Fort Salisbury,,.
Le corps des pionniers est officiellement dissout le 1er octobre 1890 et ses membres sont récompensés par l'attribution d'une parcelle de terrain à cultiver.

## Conséquences
L'arrivée des pionniers a de grandes conséquences. Les terres du Mashonaland et du Matabeleland ne sont pas aussi riches en or que les Britanniques auraient pu le souhaiter et, faute d'exploitation minière, la zone devient une zone agricole, la BSAC vendant des terres aux colons blancs pour rentabiliser ses investissements. C'est le début d'un vaste mouvement d'expropriation de terres, de confiscation de bétail, de déplacement forcé des populations africaines et d'exploitation forcée du travail des-dites. La région conserve en effet une importance stratégique pour la BSAC, qui désire sécuriser le passage du chemin de fer, notamment vers Beira, afin de favoriser l'écoulement de la production de ses autres exploitations minières,,.

## Médaille
En 1927, le gouvernement de Rhodésie du Sud frappe une médaille pour commémorer la colonne des pionniers. Elle est identique à celles servant à commémorer les Première et Seconde Guerres ndébélé, sauf qu'aucune mention de campagne ne figure au verso.